# Anselme Brusa
Plinio Ansèlme Brusa (27. august 1899 - 24. juli 1969) var en schweizisk-født fransk roer.
Brusa vandt (sammen med André Giriat og styrmanden Pierre Brunet) bronze ved OL 1932 i Los Angeles i disciplinen toer med styrmand. Den franske båd blev i finalen besejret af USA, der vandt guld, samt af Polen, der tog sølvmedaljerne. Det var den eneste udgave af OL han deltog i.
Brusa, Giriat og Brunet vandt desuden en EM-guldmedalje i toer med styrmand ved EM 1931 i Paris.

## OL-medaljer
- 1932:  Bronze i toer med styrmand